# BBC Sports Personality of the Year
De BBC Sports Personality of the Year-prijsuitreiking vindt jaarlijks in december plaats en werd in 1954 bedacht door Paul Fox. Oorspronkelijk werd er één prijs uitgereikt. Doorheen de jaren zijn er verschillende nieuwe prijzen geïntroduceerd en anno 2025 worden er acht uitgereikt.
In 1960 werden er prijzen voor  Team of the Year en Overseas Personality toegevoegd. In 1995 en vervolgens in 1996 werd er een Lifetime Achievement Award  uitgereikt. Deze prijs werd een vast onderdeel van de ceremonie vanaf 2001. In 1999 werden de Helen Rollason Award, de Coach Award en de  Newcomer Award toegevoegd. Deze laatste werd in 2001 hernoemd tot Young Sports Personality of the Year. In 2003 werd ten slotte de Unsung Hero Award geïntroduceerd.